# Kenan
Volgens de Hebreeuwse Bijbel was Kenan de zoon van Enos en een voorvader van Noach. Kenan was 70 jaar toen zijn eerste zoon Mahalalel geboren werd en hij stierf op een leeftijd van 910 jaar (Genesis 5:9-14). De genealogieën waarin Kenan voorkomt, dienen om de continuïteit van de rechtvaardige lijn van Seth te benadrukken, die uiteindelijk leidt naar Noach en Abraham. Deze genealogieën verbinden het scheppingsverhaal met de verdere gebeurtenissen die de Bijbelse geschiedenis vormgeven.
De naam Kenan heeft Hebreeuwse wortels en kan verschillende betekenissen hebben. In het Hebreeuws wordt gedacht dat de naam is afgeleid van het woord "qanan," wat kan worden vertaald als "verwerven" of "bezitten" Een andere mogelijke betekenis is "wever" of "componist." Als de naam is afgeleid van het Hebreeuwse werkwoord "qonen," kan het ook "klaaglied" betekenen, wat duidt op een componist van klaagliederen.
Kenan's vermelding in de Bijbel, hoewel kort, draagt bij aan het grotere verhaal van de mensheid en de voortzetting van de goddelijke lijn die uiteindelijk leidt naar de komst van Jezus Christus.